# Cantone di Chalon-sur-Saône-Sud
Il Cantone di Chalon-sur-Saône-Sud era una divisione amministrativa dell'arrondissement di Chalon-sur-Saône.
È stato soppresso a seguito della riforma complessiva dei cantoni del 2014, che è entrata in vigore con le elezioni dipartimentali del 2015.
Comprendeva parte della città di Chalon-sur-Saône e i comuni di:
- La Charmée
- Châtenoy-en-Bresse
- Épervans
- Lans
- Lux
- Marnay
- Oslon
- Saint-Loup-de-Varennes
- Saint-Marcel
- Saint-Rémy
- Sevrey
- Varennes-le-Grand